# Bondsraad (Duitsland)
De Bondsraad van Duitsland (Duits: Bundesrat) is de vertegenwoordiging van de zestien deelstaatregeringen. Via dit orgaan nemen de deelstaten deel aan het wetgevend proces.
Iedere deelstaat heeft tussen drie en zes stemmen in de Bondsraad. De raad zetelt in het voormalige Preußisches Herrenhaus in Berlijn.

## Samenstelling

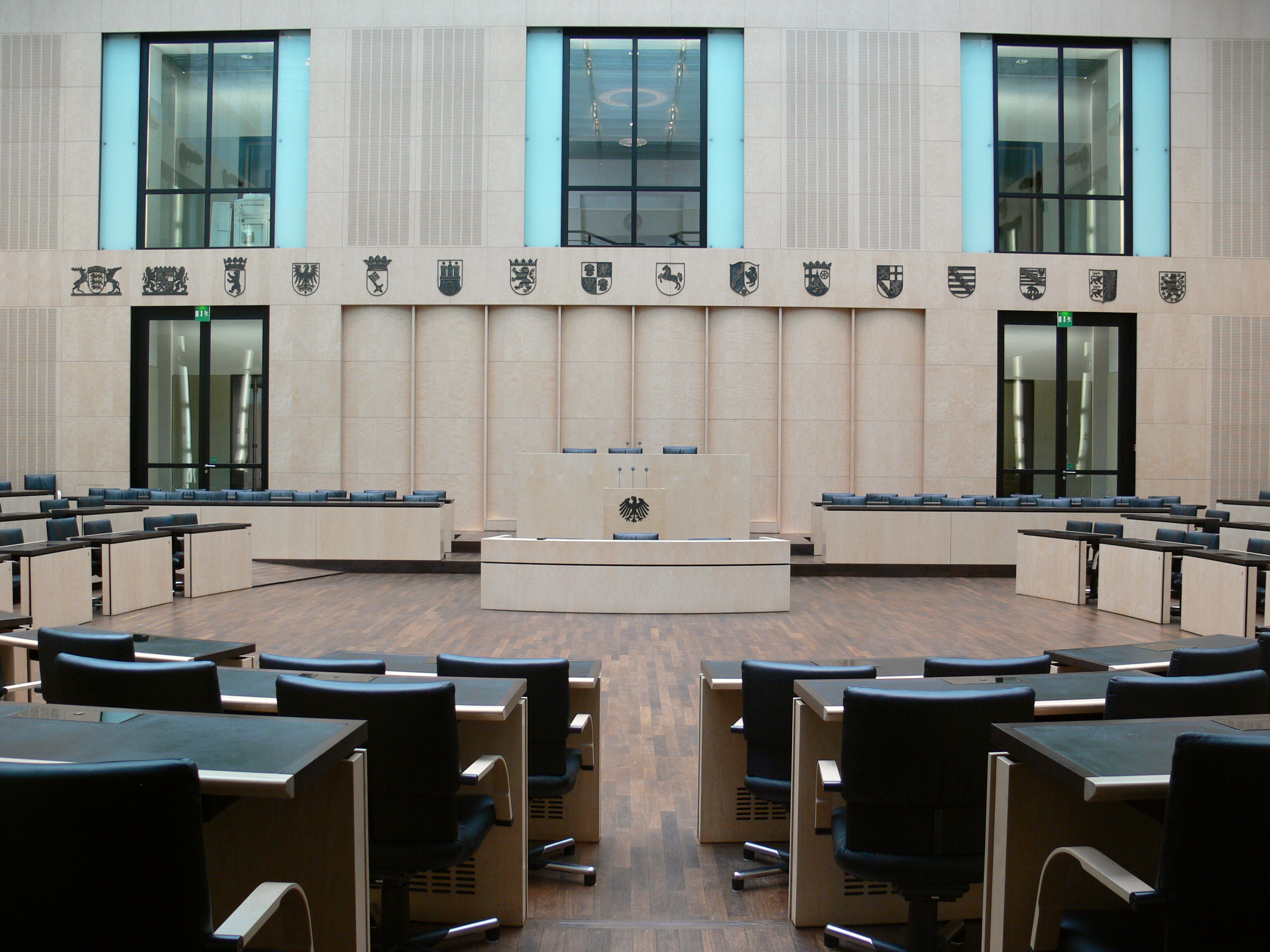
Plenarsaal van de Bondsraad

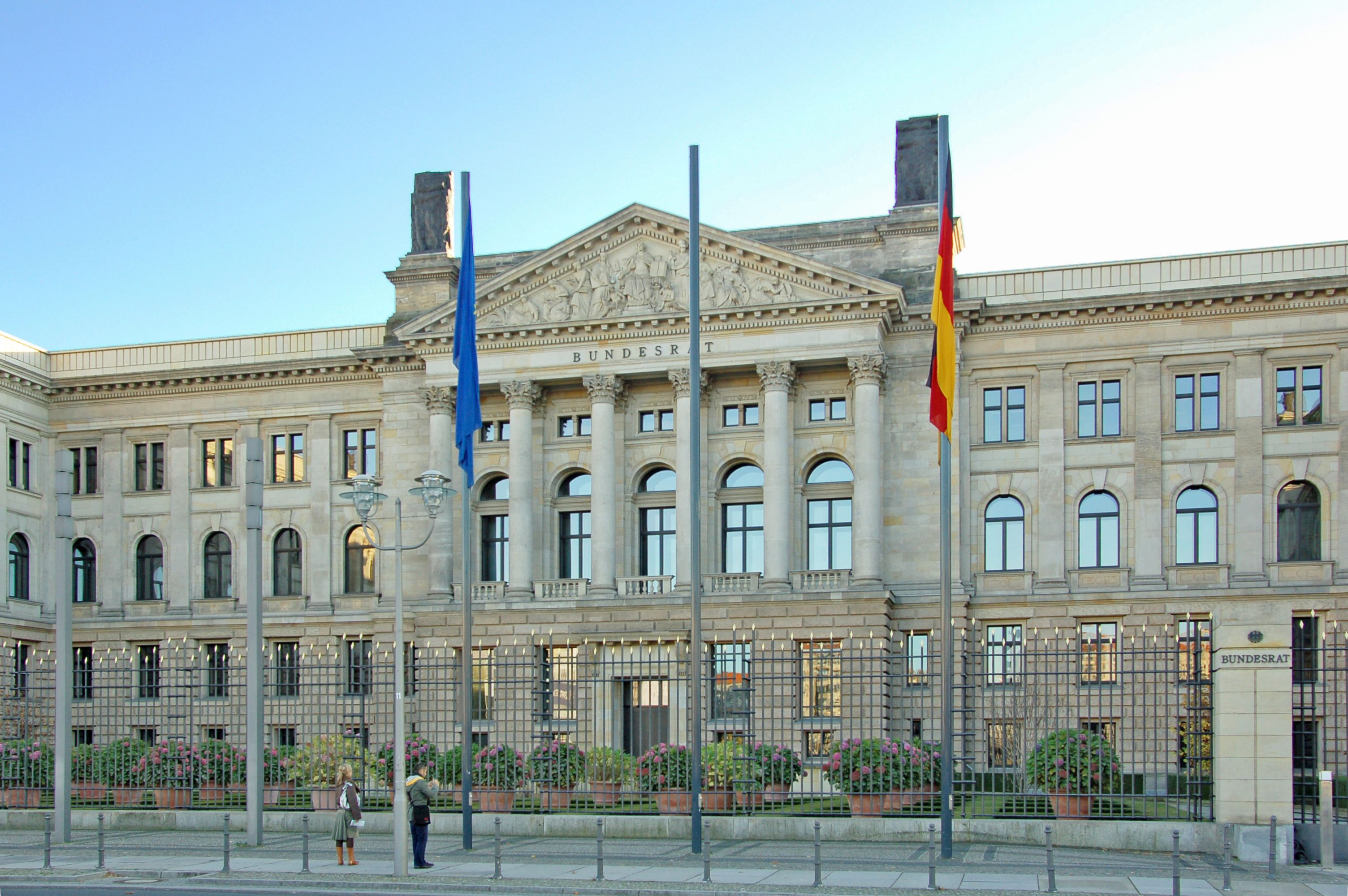
Het Preußisches Herrenhaus, de zetel van de Bondsraad

De Bondsraad bestaat uit leden van de regering van elke Duitse deelstaat. Ze worden niet in verkiezingen gekozen, maar namens hun deelstaat benoemd. Elke deelstaat heeft een stemrecht van tussen drie en zes stemmen. Het stemaantal wordt bepaald aan de hand van het inwoneraantal zonder dat het inwoneraantal precies weerspiegeld wordt, zodat de klein(er)e bondsstaten naar verhouding een grotere stem hebben. Dit lijkt op het systeem van degressieve evenredigheid dat bij het Europees Parlement wordt toegepast.
Alleen een afgevaardigd lid van een deelstaatregering kan lid van de Bondsraad zijn. In de praktijk is de minister-president samen met enkele (politiek) belangrijke ministers lid, en de overige ministers plaatsvervangend lid. In de Bondsraadscommissies mogen ook ambtenaren hun deelstaat vertegenwoordigen. Dat gebeurt vaak omdat zo juist de vakkundigen met elkaar kunnen samenwerken.
De stemmen van één deelstaat kunnen alleen gezamenlijk worden uitgebracht. Maken leden van een deelstaat bekend dat ze verschillende opvattingen hebben zijn de stemmen van die deelstaat ongeldig. De stemmen worden in de praktijk door een Stimmführer uitgebracht, dit is echter alleen een gewoonte en betekent niet dat de Stimmführer meer rechten in de Bondsraad zou hebben dan de overige leden uit zijn deelstaat.

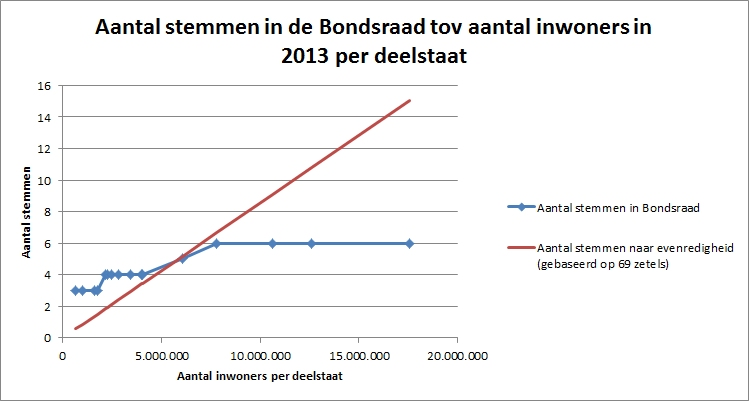
Aantal stemmen in de Bondsraad ten opzichte van het aantal inwoners per deelstaat (situatie in 2013)

| Deelstaat                 | Inwoners   | Stemmen       | Inwoners per stem | Regerings- partijen | Volgende deelstaat- verkiezing |  |
| ------------------------- | ---------- | ------------- | ----------------- | ------------------- | ------------------------------ |  |
| Baden-Württemberg         | 11.023.425 | 6 █ █ █ █ █ █ | 1.837.238         | Grüne CDU           | 2026                           |  |
| Beieren                   | 12.997.204 | 6 █ █ █ █ █ █ | 2.166.201         | CSU Freie Wähler    | 2028                           |  |
| Berlijn                   | 3.613.495  | 4 █ █ █ █     | 903.374           | CDU SPD             | 2026                           |  |
| Brandenburg               | 2.504.040  | 4 █ █ █ █     | 626.010           | SPD BSW             | 2029                           |  |
| Bremen                    | 681.032    | 3 █ █ █       | 227.010           | SPD Grüne Linke     | 2027                           |  |
| Hamburg                   | 1.830.584  | 3 █ █ █       | 610.195           | SPD Grüne           | 2025                           |  |
| Hessen                    | 6.243.262  | 5 █ █ █ █ █   | 1.248.652         | CDU SPD             | 2028                           |  |
| Mecklenburg-Voor-Pommeren | 1.611.119  | 3 █ █ █       | 537.040           | SPD Linke           | 2026                           |  |
| Nedersaksen               | 7.962.775  | 6 █ █ █ █ █ █ | 1.327.129         | SPD Grüne           | 2027                           |  |
| Noordrijn-Westfalen       | 17.912.134 | 6 █ █ █ █ █ █ | 2.985.356         | CDU Grüne           | 2027                           |  |
| Rijnland-Palts            | 4.073.679  | 4 █ █ █ █     | 1.018.420         | SPD Grüne FDP       | 2026                           |  |
| Saarland                  | 994.187    | 3 █ █ █       | 331.396           | SPD                 | 2027                           |  |
| Saksen                    | 4.081.308  | 4 █ █ █ █     | 1.020.327         | CDU SPD             | 2029                           |  |
| Saksen-Anhalt             | 2.223.081  | 4 █ █ █ █     | 555.770           | CDU SPD FDP         | 2026                           |  |
| Sleeswijk-Holstein        | 2.889.821  | 4 █ █ █ █     | 722.455           | CDU Grüne           | 2027                           |  |
| Thüringen                 | 2.151.205  | 4 █ █ █ █     | 537.801           | CDU BSW SPD         | 2029                           |  |
| Totaal                    | 82.792.351 | 69            | 1.199.889         |                     |                                |  |

## President
De voorzitter van de Bondsraad, Präsident des Bundesrates of vaak Bundesratspräsident, is een van de ministers-presidenten, gekozen voor één jaar. In de praktijk kiest sinds 1949 de Bondsraad ieder jaar een andere voorzitter, in volgorde van de inwonersaantallen van de deelstaten. Een minister-president wordt dus Bondsraadspresident wanneer zijn deelstaat juist aan de beurt is, het is geen eigen verdienste om Bondsraadspresident te worden. Is de volgorde van deelstaten een keer doorlopen heeft men het over een Zyklus.
De Bondsraadspresident is volgens de Grondwet nummer twee in de Duitse staat omdat hij de functies van staatshoofd waarneemt wanneer een Bondspresident ontbreekt. In het staatsprotocol staat hij wel op plaats vier, na de Bondspresident, de Bondsdagpresident en de Bondskanselier (regeringshoofd). Wanneer de Bondsraadspresident als staatshoofd fungeert neemt een van twee vicepresidenten van de Bondsraad de functies als Bondsraadspresident over.

## Taken

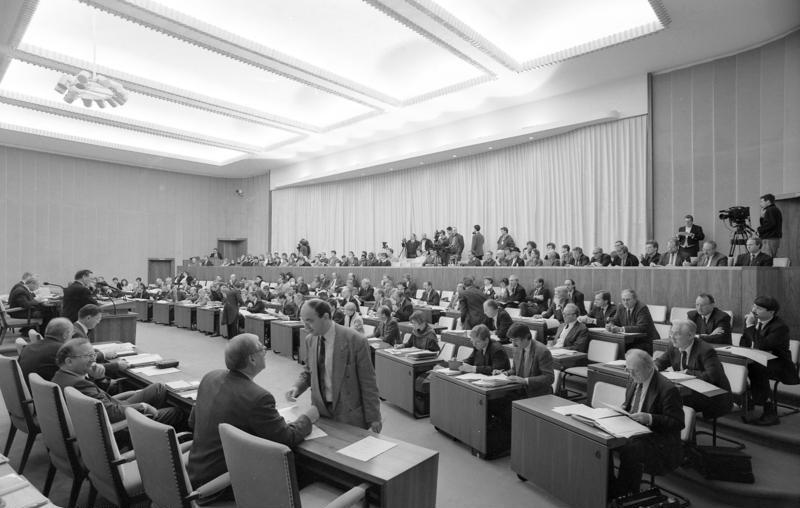
December 1990 in Bonn: eerste zitting van de Bondsraad in het herenigde Duitsland

Via de Bondsraad nemen de deelstaten deel aan het wetgevend en bestuurlijk proces van de federatie en dat van de Europese Unie (art. 50 Grundgesetz). Het initiatiefrecht voor een wetsvoorstel hebben de Bondsdag, de Bondsraad en de Bondsregering. Anders dan de Bondsdag heeft die Bondsraad niet de taak om de regering te controleren, ook al heeft de Bondsdag het recht om antwoorden van de federale ministers te verkrijgen.
In Duitsland hebben de deelstaten een eigen wetgeving, bijvoorbeeld met betrekking tot schoolpolitiek, cultuur en ruimtelijke ordening. Aan de andere kant heeft ook de Bond een ausschließliche Gesetzgebung, bijvoorbeeld defensie en munt zijn uitsluitend zaken van het federaal niveau.
Daartussen ligt de konkurrierende Gesetzgebung, de wetgeving over zaken waarover de deelstaten beslissen, totdat de federale staat van zijn recht gebruikmaakt om deze zaken te gaan regelen. In principe wordt dan de al bestaande wetgeving van de deelstaten overruled, maar in enkele gevallen mogen deelstaten afwijkende regels blijven vaststellen. Artikel 74 van de federale grondwet bevat een lange lijst met konkurrierende Gesetzgebung. Op de lijst staan bijvoorbeeld belastingrecht, strafrecht en burgerlijke staat.
Een federale wet doorloopt in het wetgevingsproces verschillende fasen. In de erste Durchgang heeft de Bondsraad de mogelijkheid om bezwaren over een wetsvoorstel duidelijk te maken. Wil de Bondsraad een federale wet afkeuren moet dat met een absolute meerderheid gebeuren. Dat betekent dat een neutrale stem hetzelfde effect als een nee-stem heeft. De kracht van een afkeuring hangt ervan af of het een Einspruchsgesetz of een Zustimmungsgesetz betreft. Conflicten tussen Bondsdag en Bondsraad worden vaak in de Vermittlungsausschuss geholpen.

### Einspruchsgesetze

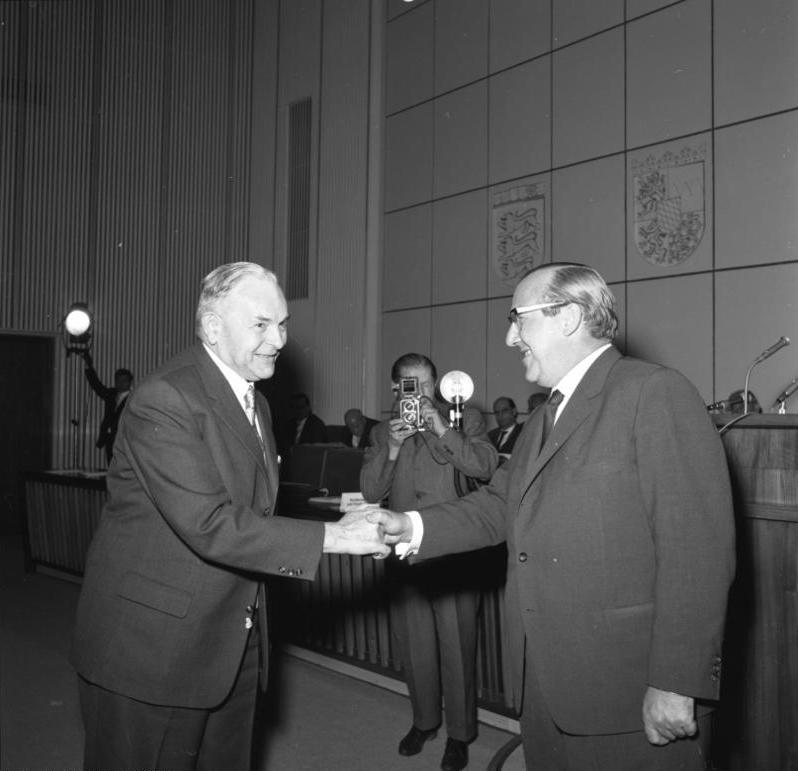
De Beier Hans Ehard (links) en Franz Meyers van Noordrijn-Westfalen, 1961. Ehard was de eerste (en een van de weinigen überhaupt) die voor een tweede keer Bondsraadspresident werd (1950/1951, 1961/1962).

De meeste wetten worden door de Bondsdag besloten. Ondanks de kennisgeving aan de Bondsraad is de toestemming van de Bondsraad niet vereist. Wel kán de Bondsraad met absolute meerderheid elk wetsvoorstel afkeuren. Dan heeft de Bondsdag de mogelijkheid om met absolute meerderheid het wetsvoorstel tóch tot wet te maken. Heeft de Bondsraad een wetsvoorstel met 2/3-meerderheid afgekeurd dan moet ook het antwoord van de Bondsdag een 2/3-meerderheid achter zich hebben. Dit gebeurt echter niet vaak omdat de politici op tijd elkaar spreken om deze gevallen te voorkomen.

### Zustimmungsgesetze
Anders ziet het uit bij dat deel van de federale wetten die wél de toestemming van de Bondsraad moeten hebben. Het wetsvoorstel kan niet wet worden als de Bondsraad het niet met absolute meerderheid aanvaardt. In 1949 gold dit voor maar tien procent van alle federale wetten, in 1993 was dit al zestig procent. Dit was onder meer het gevolg van een hervorming in 1969 waardoor de deelstaten over minder zaken alleen konden gaan maar op federaal niveau meer zeggenschap hebben gekregen. Dankzij een in 2006 in kracht getreden Föderalismusreform werd dit teruggedrongen naar 39 procent.
Toestemming van Bondsdag en Bondsraad met 2/3-meerderheid is in ieder geval noodzakelijk bij wijzigingen van de federale grondwet.

### Partijpolitieke invloed
Over het merendeel van alle wetten wordt lange tijd onderhandeld, en meestal probeert de regering voor hun wetsvoorstel steun uit alle partijen te krijgen. Toch kan het tot een politiek conflict komen waarbij de verbondenheid met een partij een grote rol speelt. Informeel onderscheidt men tussen de A-Länder, die de meerderheid hebben, en de B-Länder. Omdat veel burgers bij deelstaatverkiezingen graag die partijen steunen, die in de Bond in de oppositie zitten, staan de A-Länder vaak aan de kant van de oppositie.
Of een deelstaatregering toestemming aan een federale wet geeft hangt in principe af van de politieke kleur. Aan de andere kant zijn ook veel gevallen bekend waarin een minister-president tegen de wil van zijn eigen partij wél een federale wet heeft goedgekeurd omdat hij vond dat die wet goed voor zijn deelstaat is. Dit doet een minister-president zeker ook met oog op de volgende deelstaatverkiezingen. Soms is het duidelijk dat de federale regering bijzondere voordelen voor een deelstaat heeft toegezegd en daardoor grote invloed op het stemgedrag van die deelstaat uitoefent.
Het stemgedrag in de Bondsraad kan tot zware conflicten binnen een deelstaatregering leiden. Belangrijk is niet zozeer of ze door verschillende partijen in het deelstaatparlement worden gesteund, dit is zeer gebruikelijk, maar of ze op federaal niveau in de oppositie of in de regering zitten. Bijvoorbeeld maakte de SPD van 1998 tot en met 2009 deel uit van de federale regering. De partij die Linke was steeds een oppositiepartij in de Bond. In de deelstaten Mecklenburg-Voor-Pommeren en Berlijn vormden beide partijen echter samen de regering.

### Andere taken
De Bondsraad kiest met tweederdemeerderheid de helft van de twaalf rechters van het constitutioneel hof, net als de Bondsdag.

### Werkwijze
De Bondsraad komt ca. alle drie tot vier weken op vrijdag samen. De sfeer is bijna altijd zeer zakelijk, in tegenstelling tot de debatten in de Bondsdag. Bondsministers mogen in de Bondsraad spreken en doen dat graag om steun voor hun wetsvoorstellen te werven.

## Bondsraad als parlementaire kamer
De Duitse rechtsgeleerdheid is het er over eens dat Duitsland géén tweekamerstelsel heeft. Het enige nationale parlement van Duitsland is de Bondsdag. De Bondsraad geldt als bijzonder orgaan omdat zijn leden niet gekozen worden en er ook geen Legislaturperiode is. In de praktijk kan men de Bondsraad, vanwege zijn rol bij de totstandkoming van veel wetten, wél als een soort parlementaire kamer zien.

## Geschiedenis

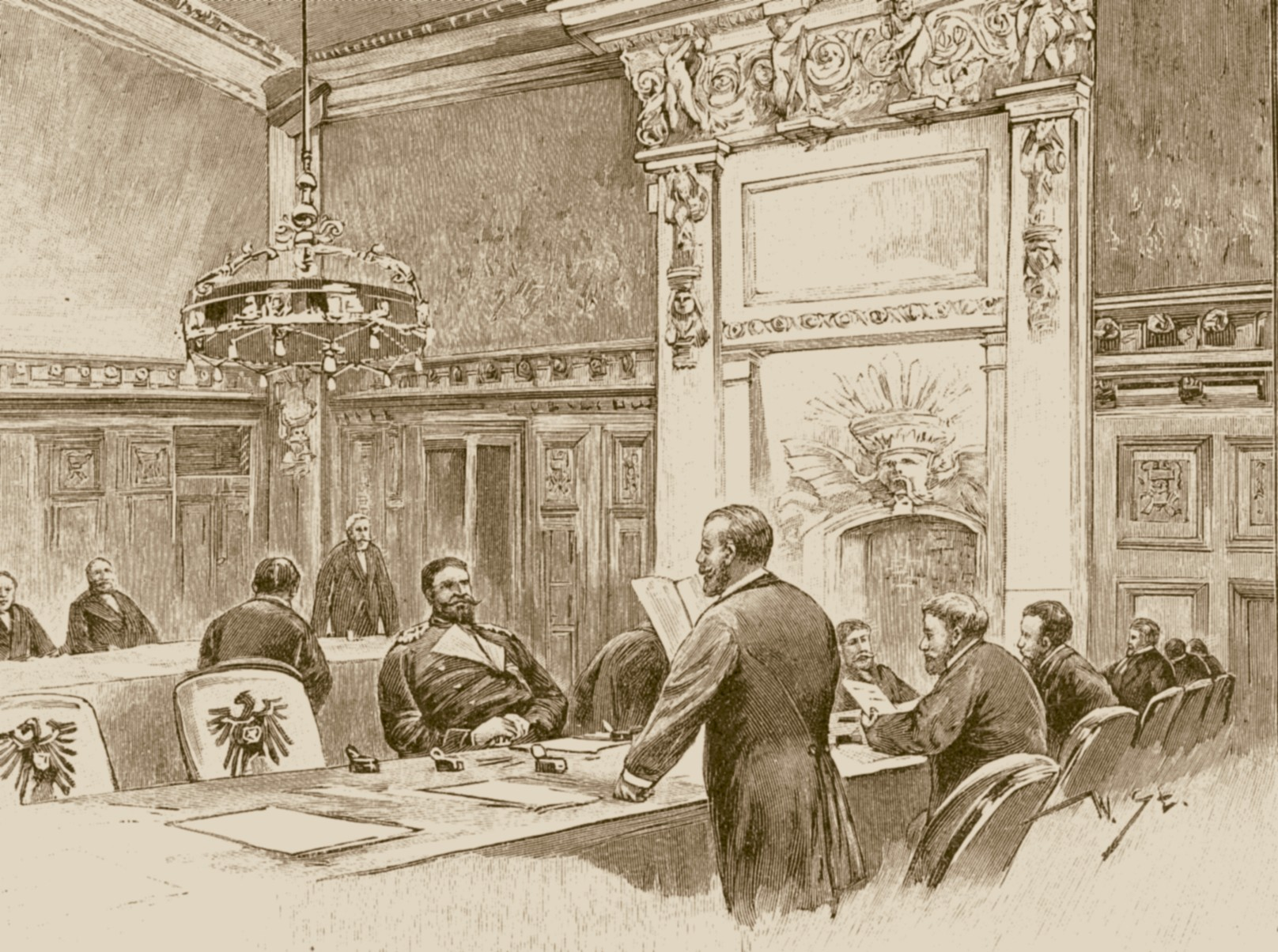
Zitting van de Bondsraad rond 1894 in het nieuwe Rijksdaggebouw in Berlijn

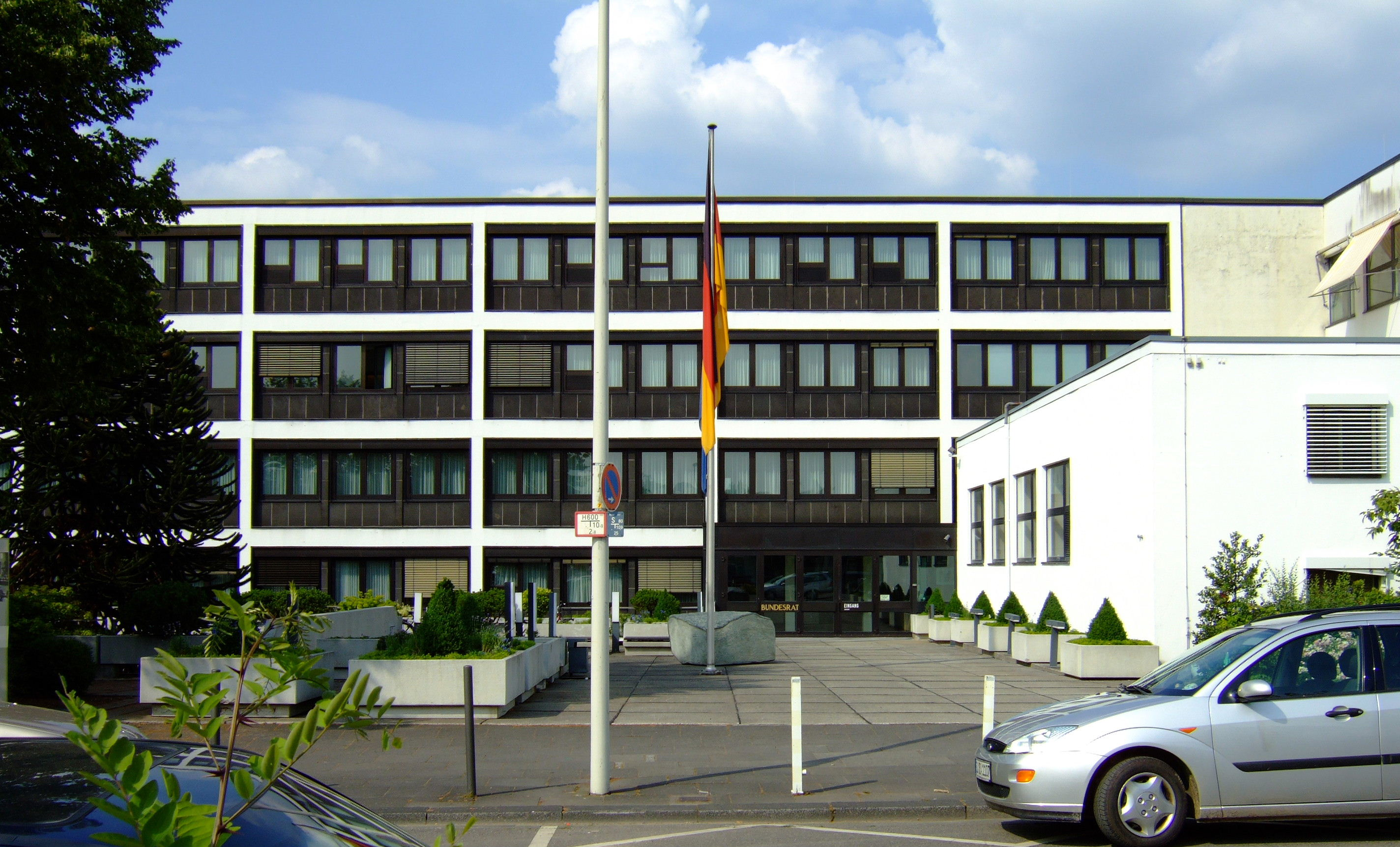
Noordelijk gedeelte van het Bundeshaus in Bonn, 2006. De Bondsraad is in 1999 verhuisd naar Berlijn maar houdt het Bundeshaus als tweede residentie.

De Bondsraad is ontstaan vanuit de coalitievorming rondom de Duitse Oorlog van 1866. In de Noord-Duitse Bond van 1867 en het Duitse Keizerrijk waren leden van de Bondsraad de vertegenwoordigers van de Duitse vorstendommen en enkele steden met diezelfde rang (Hamburg, Bremen, Lübeck). De voorzitter van de Bondsraad was de kanselier.
Voor de aanvaarding van een wet was de toestemming zowel van de Bondsraad als ook van de Rijksdag (het parlement) nodig.
Tijdens de Nationale vergadering van Weimar 1919/1920 vertegenwoordigde de Staatenausschuss de belangen van de deelstaten. Hij had een vetorecht tegen gewone wetsvoorstellen maar niet tegen de nieuwe grondwet. In de Weimarrepubliek had de Reichsrat minder macht. Zowel in het keizerrijk als ook in de republiek waren er bepalingen zodat Pruisen, met twee derde van de Duitse inwoners, minder dan de helft van de stemmen in de raad had. Verder werd de helft van de Pruisische stemmen niet door de deelstaatsregering maar door de Pruisische provincies uitgebracht. De centralistische nationaalsocialisten hebben de Reichsrat dan in 1934 afgeschaft.
In de Parlementaire Raad van 1948/1949 gingen de discussies over een Bondsraad als vertegenwoordiger van de deelstaten of een senaat naar Amerikaans voorbeeld. Vanwege de traditionele en feitelijke rol van de deelstaten won het Bondsraadmodel. De deelstaten bestonden immers altijd voor de oprichting van de nieuwe natiestaat en voor de inrichting van een nieuwe grondwet. Tot de verhuizing van de federale organen in 1999 naar Berlijn zetelden Bondsdag en Bondsraad in het Bundeshaus te Bonn, een voormalige pedagogische academie.